# Soloella orientis
Soloella orientis là một loài bướm đêm thuộc họ Erebidae. Nó là loài duy nhất được tìm thấy ở Kenya.